# Лобода Петро Іванович
Петро́ Іва́нович Лобода́  (23 жовтня 1956, село Жовтневе Чернігівської області) — доктор технічних наук, професор, академік Національної академії наук України, заслужений діяч науки і техніки, лауреат Державної премії України (2016).
Наукові дослідження в галузі матеріалознавства тугоплав. сполук, зокрема теорії та розробки технологічних процесів одержання чистих високотемпературних керамічних матеріалів поліфункціонального призначення. Створив новий клас керамічних композиційних матеріалів, здатних працювати в умовах великих термомеханічних навантажень.

## Життєпис
Закінчив із відзнакою інженерно-фізичний факультет Київського політехнічного інституту в 1980 р. за спеціальністю «Фізико-хімічні дослідження металургійних процесів». Працював на кафедрі високотемпературних матеріалів та порошкової металургії інженером-дослідником (1980—1982 р.), м.н.с. (1983—1984 р.), асистентом, старшим викладачем, з 1993 р. доцентом, з 2005 р. професором. Виконував обов'язки заступника завідуючого кафедрою високотемпературних матеріалів та порошкової металургії.
В 1988 р. захистив кандидатську дисертацію за спеціальністю 05.16.06 — Порошкова металургія та композиційні матеріали на тему «Розробка технології одержання монокристалів із порошків боридів рідкісноземельних металів», а в 2004 р. (27 грудня) — докторську дисертацію «Фізико-хімічні основи створення нових боридних матеріалів для електронної техніки та розробка керамічних катодних вузлів підвищеної ефективності».
Область наукових інтересів — теорія й практика одержання чистих високотемпературних матеріалів на основі тугоплавких сполук, металів та сплавів.
П. І. Лобода вирішив проблему виготовлення чистих спечених полікристалічних, монокристалічних та спрямовано-армованих композиційних матеріалів шляхом створення фізико-хімічних основ синтезу та комплексної обробки в полі температурного градієнту порошків боридів із заданим надлишком бору. Методологія по одержанню чистих боридних матеріалів була успішно застосована для переробки вибухонебезпечного порошку цирконію в лігатури на основі заліза, алюмінію, титану та. ін., які є високоліквідною продукцією в Україні.
Під керівництвом П. І. Лободи створено та оснащено сучасним обладнанням лабораторії по вирощуванню кристалів тугоплавких сполук та механічних випробувань матеріалів. Спільно з ВНІІ СВЧ ім. Вологдіна та Челябінськ-65 спроектовано та виготовлено унікальну камеру високого тиску (10 МПа), яка дозволила створити нове покоління матеріалів здатних працювати без помітної деградації структури до 2000 °C. Виконано розробку технічного завдання на проектування установки для вирощування кристалів тугоплавких сполук «Кристал-111М», яка випускається серійно з 1989 р.
На основі фундаментальних досліджень створені нові матеріали та керамічні катодні вузли, які широко застосовуються в промислових масштабах на машино- та приладобудівних підприємствах України (Моторсіч, НВО «ЗОРЯ» та «Машпроект», Мелітопольський моторний завод, SELMI та на багатьох ін.), Росії, країн СНД, дальнього зарубіжжя (Франція, США, Корея, Китай, Тайвань та деякі ін.), в космічній галузі, ядерній енергетиці, мікроелектроніці та в організаціях НАН («Центр Келдыша», РЯЦ «Курчатовский институт», Інститут ядерних досліджень СВ РАН і т. ін.).
Спільно з Інститутом радіофізики та електроніки НАНУ в 2003 р. розроблено електронно-променевий модуль для одержання наноструктурних плівок із тугоплавких і хімічно активних матеріалів.
Наукові досягнення представлялися на виставках: «Матеріалознавство для літакобудування», Київ, 2002 р.; «Indo-Ukrainian exhibition on materials technologies», Хайдарабад, 2003 р.; «Ганновер-Мессе-2004», Ганновер, ФРН, 2004 р., Китай. 2005 р.; В'єтнам, 2006 р.
Займається педагогічною діяльністю. Читає лекції з таких дисциплін: «Механічні властивості та конструкційна міцність матеріалів».

## Громадська діяльність
З вересня 2007 по 2015 роки — завідувач кафедри високотемпературних матеріалів та порошкової металургії КПІ ім. Ігоря Сікорського. З 2005 по 2015 був деканом Інженерного-фізичного факультету НТУУ «КПІ».
Петро Іванович очолює спеціалізовану вчену раду при НТУУ «КПІ ім. Ігоря Сікорського», входить до складу спеціалізованої вченої ради при Інституті проблем матеріалознавства ім. І. М. Францевича НАН України. Працює у складі експертних, науково-технічних і науково-методичних рад та секцій МОН України та НАЗЯВО. Входить до складу редакційно-видавничих рад цілої низки фахових академічних журналів: «Металознавство та обробка металів», «Наука та інновації», «Спеціальна електрометалургія», «Фізика твердого тіла та матеріалознавство».
Лобода П. І. член бюро Асоціації матеріалознавців України. З 2001 р. по 2004 р. працював у робочій групі Держкомрезерву України над вирішенням проблеми зберігання та безпечної переробки порошку цирконію на ММК ім. Ілліча. Приймав активну участь в обґрунтуванні необхідності відродження твердосплавної промисловості в Україні та організації виробництва мікропорошків кольорових металів та сплавів, створення системи підготовки та перепідготовки спеціалістів, що знайшло своє відображення в урядових рішеннях.